# 新大戦略バトルオブソルジャー
『新大戦略バトルオブソルジャー』（しんだいせんりゃくバトルオブソルジャー）は、SystemSoftより2009年3月31日に発売されたゲームソフト。

## 登場人物

### フリーボーダー
ベルナー・テュラム
声 - 尾崎淳

イワン・ザガーロ
声 - 酒井相一郎

セオドア・タイラー
声 - 古河徹人

### ヨーロッパ都市同盟
サラ・ユペール
声 - 飯野ユウ

ジャンマイユ・ルピン
声 - 片岡一郎

イリーナ・クルツコフ
声 - 神保巴

### ヨーロッパ連合
ユーゼフ・コンラド
声 - 小林範雄

エドワード・アスキス
声 - 桜木章人

### 国際企業ワールド
ハイド
声 - 沢口友哉

アデル
声 - 桜木章人